# Phare du Cap Fréhel
Phare du Cap Fréhel ist der Name eines Leuchtturms, der in den Jahren 1946 bis 1950 auf der Fréhel-Spitze im Département Côtes-d’Armor in der Bretagne errichtet wurde. Seine Tragweite beträgt theoretisch 29 Seemeilen, was etwa 55 Kilometern entspricht. Er leuchtet die äußerst gefährliche Überfahrt von Saint-Brieuc nach Saint-Malo aus und ersetzte einen älteren, im Zweiten Weltkrieg gesprengten Turm, der seinerseits der Nachfolger des noch bestehenden Turm aus der Ära des Festungsbaumeisters Vauban war.
Der Leuchtturm wird seit dem 23. Mai 2011 als historisches Monument Frankreichs geführt und ist im Sommerhalbjahr öffentlich zugänglich.

## Erster Leuchtturm (Phare Vauban)
Im Mai 1694 inspizierte General Vauban die Nordküste der Bretagne und schlug vor, auf dem Cap Fréhel einen Turm zu bauen, der vor Angriffen der englischen Flotte warnen sollte. Der Generalkommissar der Festungsanlagen unter Ludwig XIV. hatte schon vorher mit dem Leuchtturm Stiff auf der Insel Ouessant, dem Phare des Baleines auf der Insel Île de Ré und dem Phare de Chassiron auf der Insel Île d’Oléron solche Bauwerke umgesetzt.
Nach den Plänen des Leuchtturms Stiff von Siméon Garangeau gebaut, nahm der erste, 15 Meter hohe, zylindrische Leuchtturm 1702 seinen Dienst auf. Der aus Steinen gemauerte Turm war mit einem Halbzylinder gekrönt, welcher die Befeuerung beherbergte. Diese war bis 1717 ausschließlich in den Wintermonaten in Betrieb. Bis 1774 kam das Licht von einem offenen Feuer, das mit Holzkohle genährt wurde, danach kamen runde Lampen zum Einsatz, die mit Pflanzenöl betrieben wurden. Seit der Turm 1821 mit acht Parabolspiegeln neu ausgestattet wurde und das Leuchtfeuer drehbar wurde, gab er alle 135 Sekunden einen langen Blink ab. Die Tragweite der Befeuerung betrug 21 Seemeilen.

## Zweiter Leuchtturm
Ab dem Jahr 1840 entwarf Léonce Reynaud (1803–1880). aufgrund des schlechten Zustands des Gebäudes einen neuen achteckigen Turm mit einer Höhe von 22 Metern und einer Fresnel-Linse. Die Tragweite wurde dadurch auf 25 Seemeilen erhöht. Dieser neue Leuchtturm schlug mit 85.000 Franc zu Buche und konnte am 1. Mai 1847 eingeweiht werden. Die aus dem Jahre 1880 stammenden Pläne, den Turm  zu elektrifizieren, wurden am 23. Juli 1886 vom Ministerium verworfen. Während des Zweiten Weltkriegs diente der Turm den deutschen Besatzungstruppen als Überwachungsturm des Atlantiks. Bei ihrem Rückzug sprengte die Wehrmacht das Gebäude am 11. August 1944. Der alte Phare Vauban blieb bestehen und diente darauf noch bis 1950 als Provisorium.

## Heutiger Leuchtturm
Mit dem Bau des heutigen Leuchtturms wurde 1946 begonnen. Verantwortlich war der Architekt Yves Hémar. Am 1. Juli 1950 konnte der fast 33 Meter hohe Backsteinturm mit quadratischem Grundriss, der symmetrisch von einem U-förmigen Gebäudeensemble flankiert wird, eingeweiht werden. Die Anlage ist komplett elektrifiziert.

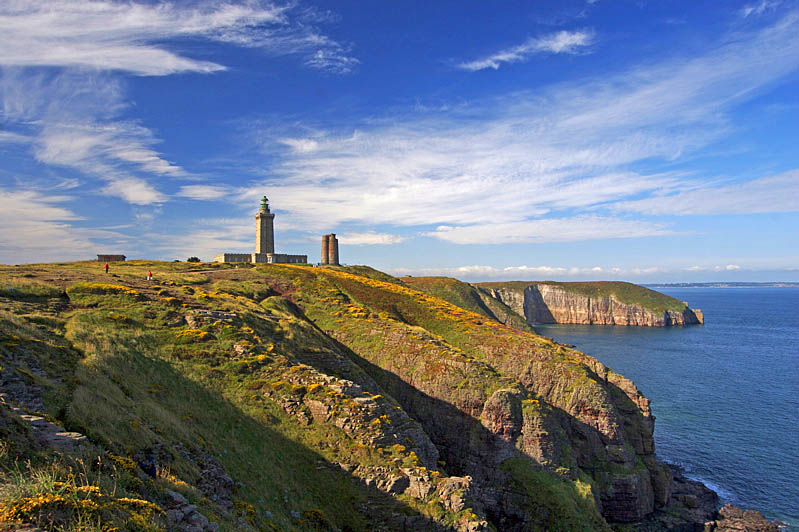
Cap Fréhel mit den beiden noch bestehenden Leuchttürmen
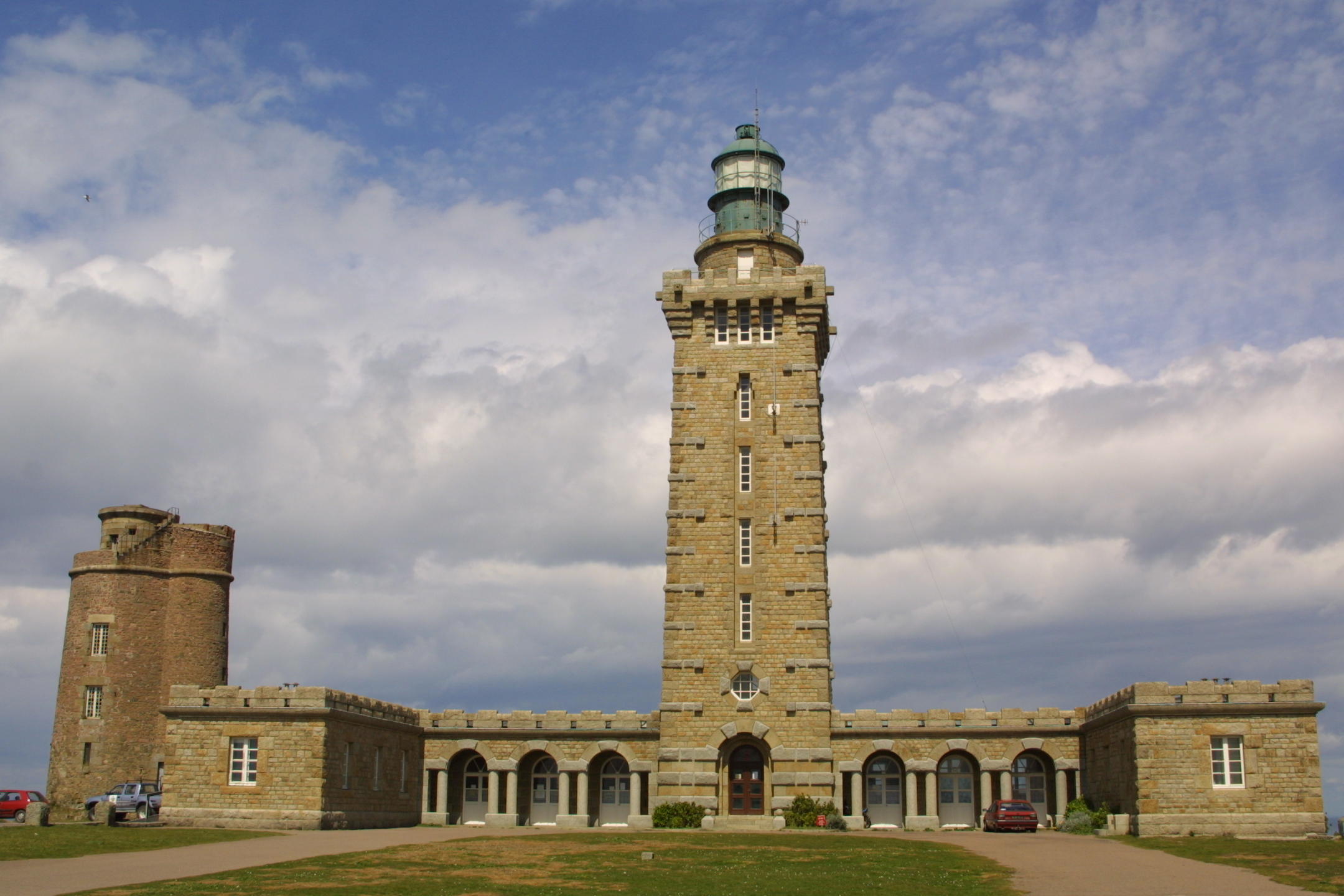
Heutiger Leuchtturm
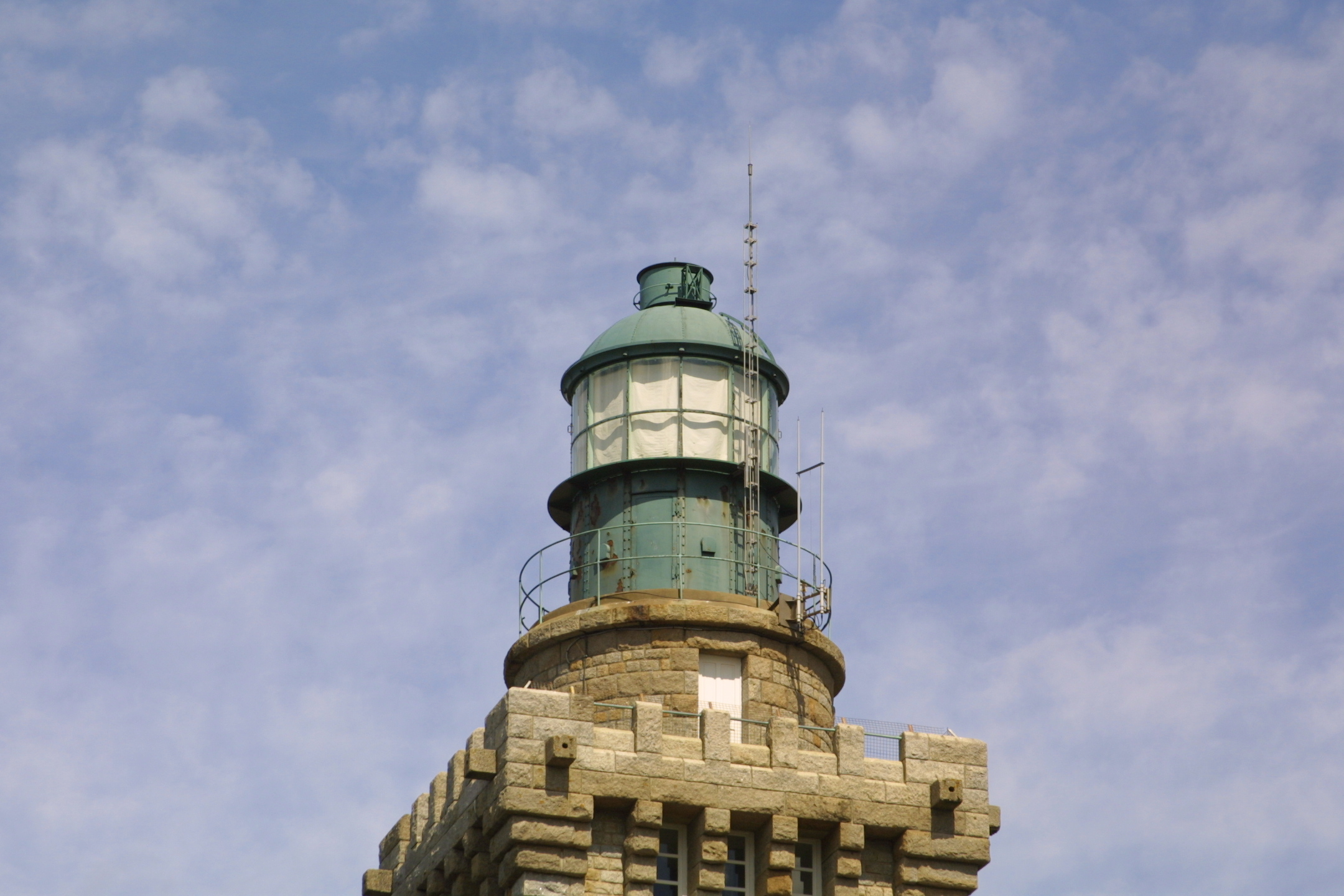
Laterne des heutigen Leuchtturms
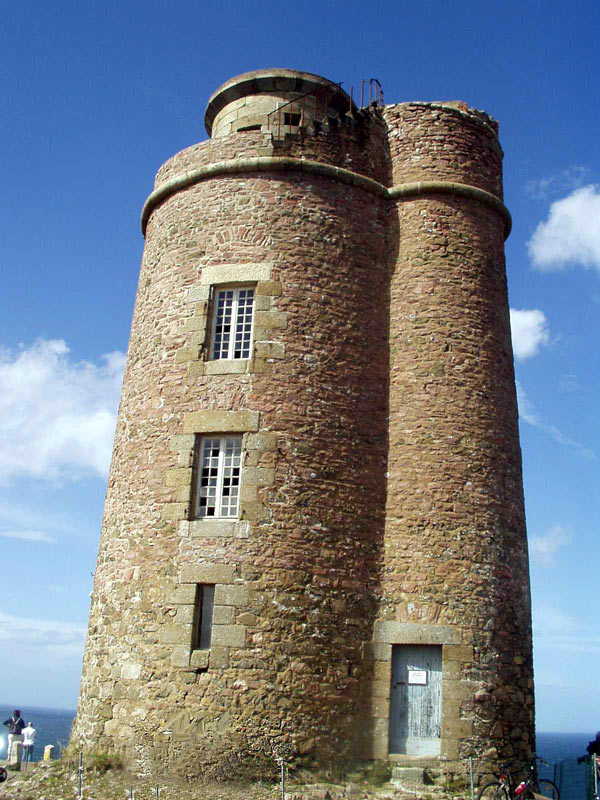
Alter Leuchtturm (Phare Vauban)
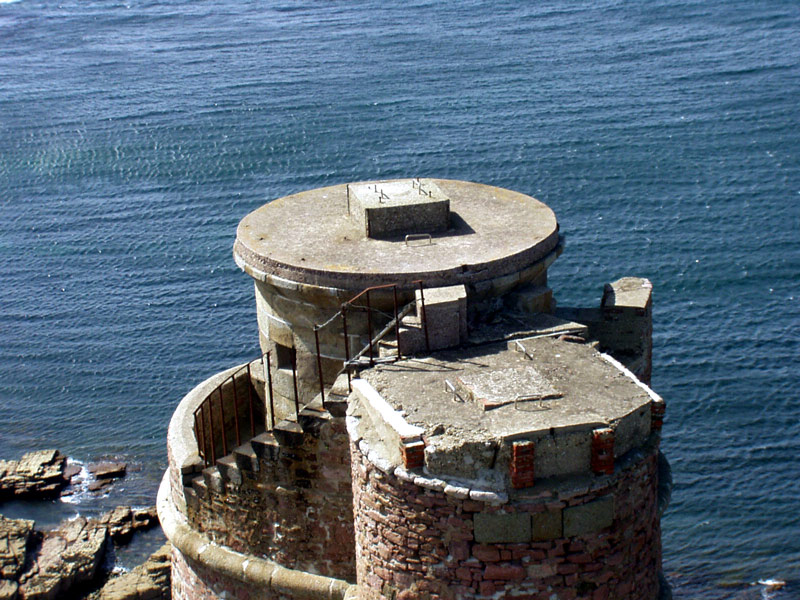
Laterne des alten Leuchtturms